# IC 4578
IC 4578 — галактика типу SBb (компактна витягнута галактика) у сузір'ї Райський Птах.
Цей об'єкт міститься в оригінальній редакції індексного каталогу.